# Dzsinszei×Boku=
A Dzsinszei×Boku= (人生×僕=; Dzsinszei kakete boku va; Hepburn: Jinsei Kakete Boku wa; „Az élet x én =”) a One Ok Rock japán rockegyüttes hatodik stúdióalbuma, mely 2013. március 6-án jelent meg. Az album második helyezett volt az Oricon heti slégerlistáján. Ez a lemez hozta meg az együttesnek az áttörést külföldön, miután a The Beginning című dalukat felhasználták a Ruróni Kensin: A kezdetek című filmben. A dal második helyezett volt a Billboard Japan Hot 100 slágerlistán és 45 hetet töltött rajta.
2013. január 9-én dupla kislemezként jelent meg a Deeper Deeper/Nothing Helps, és második lett az Oricon kislemezlistáján. A Nothing Helps a DmC: Devil May Cry című videójáték japán változatának betétdala volt, a Deeper Deeper-t pedig felhasználták a Suzuki Swift Sport japán reklámjához. A Clock Strikes című dalt felhasználta a Rjú ga gotoku Isin! (龍が如く 維新!; Hepburn: Ryū ga Gotoku Ishin!) című videójáték. A Be The Light című dal szerepel az Ucsú kaizoku Captain Harlock (宇宙海賊キャプテンハーロック; Hepburn: Uchū Kaizoku Kyaputen Hārokku) című animációs filmben.

## Promóció
Az együttes 2013-ban első hazai arénaturnéjára indult, 11 nap alatt hat városban összesen több mint 100 000 ember előtt léptek fel. A Yokohama Arena-beli koncertről Jinsei×Kimi= Tour Live&Film (人生×君= Tour Live&Film) címmel készült DVD és blu-ray, melyen egy egyórás dokumentumfilm is szerepelt a turnéról.
2013 októberében az együttes először koncertezett Ázsián kívül, öt állomásos európai turnét tartottak, az Egyesült Királyságban, Franciaországban, Hollandiában és Németországban léptek fel. A koncertek többsége teltházas volt, és azonnal elfogytak rájuk a jegyek. Februárban New Yorkban és Los Angelesben adtak koncertet, majd májusban Torontóban és Philadelphiában léptek fel. 2014 júniusában és júliusában a Warped Tour keretében 18 észak-amerikai városban léptek fel.

## Számlista
| Dzsinszei×Boku= – sztenderd kiadás | Dzsinszei×Boku= – sztenderd kiadás    | Dzsinszei×Boku= – sztenderd kiadás | Dzsinszei×Boku= – sztenderd kiadás | Dzsinszei×Boku= – sztenderd kiadás | Dzsinszei×Boku= – sztenderd kiadás | Dzsinszei×Boku= – sztenderd kiadás | Dzsinszei×Boku= – sztenderd kiadás | Dzsinszei×Boku= – sztenderd kiadás | Dzsinszei×Boku= – sztenderd kiadás |
| #                                  | Cím                                   | Dalszöveg                          | Zene                               | Arrangement                        | Hossz                              |                                    |                                    |                                    |                                    |
| ---------------------------------- | ------------------------------------- | ---------------------------------- | ---------------------------------- | ---------------------------------- | ---------------------------------- | ---------------------------------- | ---------------------------------- | ---------------------------------- | ---------------------------------- |
| 1.                                 | Introduction〜Where Idiot Should Go〜 | -                                  | Tóru                               | Tóru Akkin                         | 1:12                               |                                    |                                    |                                    |                                    |
| 2.                                 | Ending Story??                        | Taka                               | Tóru Taka                          | Taka Tóru Rjóta Tomoja Akkin       | 4:15                               |                                    |                                    |                                    |                                    |
| 3.                                 | Onion!                                | Taka                               | Taka                               | Taka Tóru Rjóta Tomoja Akkin       | 3:18                               |                                    |                                    |                                    |                                    |
| 4.                                 | The Beginning                         | Taka                               | Taka                               | Taka Tóru Rjóta Tomoja Akkin       | 4:55                               |                                    |                                    |                                    |                                    |
| 5.                                 | Clock Strikes                         | Taka                               | Tóru Taka                          | Taka Tóru Rjóta Tomoja Akkin       | 3:55                               |                                    |                                    |                                    |                                    |
| 6.                                 | Be the Light                          | Taka                               | Taka                               | Taka Tóru Rjóta Tomoja Akkin       | 5:39                               |                                    |                                    |                                    |                                    |
| 7.                                 | Nothing Helps                         | Taka                               | Taka Tóru Kohama Kanki             | Taka Tóru Rjóta Tomoja Akkin       | 4:48                               |                                    |                                    |                                    |                                    |
| 8.                                 | Juvenile                              | Taka                               | Taka                               | Taka Tóru Rjóta Tomoja Akkin       | 3:59                               |                                    |                                    |                                    |                                    |
| 9.                                 | All Mine                              | Taka                               | Taka                               | Taka Tóru Rjóta Tomoja Akkin       | 4:36                               |                                    |                                    |                                    |                                    |
| 10.                                | Smiling Down                          | Taka                               | Tóru Taka                          | Taka Tóru Rjóta Tomoja Akkin       | 4:25                               |                                    |                                    |                                    |                                    |
| 11.                                | Deeper Deeper                         | Taka                               | Kanki Kohama                       | Taka Tóru Rjóta Tomoja Akkin       | 3:35                               |                                    |                                    |                                    |                                    |
| 12.                                | 69                                    | Taka                               | Taka Tóru Kohama Kanki             | Taka Tóru Rjóta Tomoja Akkin       | 4:37                               |                                    |                                    |                                    |                                    |
| 13.                                | The Same As...                        | Taka                               | Taka                               | Taka Tóru Rjóta Tomoja Akkin       | 4:36                               |                                    |                                    |                                    |                                    |
| 53:50                              |                                       |                                    |                                    |                                    |                                    |                                    |                                    |                                    |                                    |

| Dzsinszei×Boku= – limitált első kiadás, bónuszdal | Dzsinszei×Boku= – limitált első kiadás, bónuszdal                                                      | Dzsinszei×Boku= – limitált első kiadás, bónuszdal | Dzsinszei×Boku= – limitált első kiadás, bónuszdal | Dzsinszei×Boku= – limitált első kiadás, bónuszdal | Dzsinszei×Boku= – limitált első kiadás, bónuszdal | Dzsinszei×Boku= – limitált első kiadás, bónuszdal | Dzsinszei×Boku= – limitált első kiadás, bónuszdal | Dzsinszei×Boku= – limitált első kiadás, bónuszdal | Dzsinszei×Boku= – limitált első kiadás, bónuszdal |
| #                                                 | Cím | Arrangement                                       | Hossz                                             |                                                   |                                                   |                                                   |                                                   |                                                   |                                                   |
| ------------------------------------------------- | --- | ------------------------------------------------- | ------------------------------------------------- | ------------------------------------------------- | ------------------------------------------------- | ------------------------------------------------- | ------------------------------------------------- | ------------------------------------------------- | ------------------------------------------------- |
| 13.                                               | The Same As... (+ One Ok Rock gekidzsó (ワンオクロック劇場; Hepburn: One Ok Rock gekijō), rejtett dal) |                                                   | 16:15                                             |                                                   |                                                   |                                                   |                                                   |                                                   |                                                   |
| 65:27                                             | |                                                   |                                                   |                                                   |                                                   |                                                   |                                                   |                                                   |                                                   |

| 14. | The Beginning (Studio Jam Session)  |  |
| 15. | The Same As... (Studio Jam Session) |  |

## Slágerlisták és minősítés
| Slágerlista (2013)               | Legmagasabb helyezés |
| -------------------------------- | -------------------- |
| Oricon japán albumlista          | 2                    |
| Billboard Japan japán albumlista | 2                    |

| Slágerlista (2013)               | Legmagasabb helyezés |
| -------------------------------- | -------------------- |
| Oricon japán albumlista          | 24                   |
| Billboard Japan japán albumlista | 19                   |

| Title                       | Év   | Legmagasabb helyezés | Legmagasabb helyezés |
| Title                       | Év   | JPN Oricon           | JPN Billboard        |
| --------------------------- | ---- | -------------------- | -------------------- |
| The Beginning               | 2012 | 5                    | 2                    |
| The Same As...              | 2012 | —                    | 52                   |
| Deeper Deeper/Nothing Helps | 2013 | 2                    | 3                    |
| Clock Strikes               | 2013 | —                    | 27                   |

| Régió                                                       | Minősítés | Eladott példányszám |
| ----------------------------------------------------------- | --------- | ------------------- |
| Japán (RIAJ)                                                | platina   | 250 000^            |
| ^ Kiszállítási példányszámok kizárólag a minősítés alapján. |           |                     |

## Közreműködők
One Ok Rock
- Moriucsi Takahiro  — ének
- Jamasita Tóru  — gitár, háttérvokál
- Kohama Rjóta  — basszusgitár
- Kanki Tomoja  — dobok, ütősök

## Díjak és elismerések
| Díj            | Év   | Kategória | Eredmény | Hiv.   |
| -------------- | ---- | --------- | -------- | ------ |
| CD Shop Awards | 2014 | döntős    | Elnyerte | [ 33 ] |

## Fordítás
Ez a szócikk részben vagy egészben  a   Jinsei×Boku= című angol Wikipédia-szócikk fordításán alapul.  Az eredeti cikk szerkesztőit annak laptörténete sorolja fel. Ez a jelzés csupán a megfogalmazás eredetét és a szerzői jogokat jelzi, nem szolgál a cikkben szereplő információk forrásmegjelöléseként.